# The True Meaning
Albums de Cormega
The Realness
(2001) Legal Hustle
(2004)
Singles
1. Built for This
Sortie : 2002
2. The Come Up
Sortie : 2002

The True Meaning est le deuxième album studio de Cormega, sorti le 11 juin 2002.
L'album s'est classé 5e au Top Independent Albums, 25e au Top R&B/Hip-Hop Albums et 95e au Billboard 200.
Très bien accueilli par la critique, The True Meaning a remporté le Source Award de l'« album indépendant de l'année » en 2003.

## Liste des titres
Toutes les chansons sont écrites et composées par Cory Mckay.
| No  | Titre                                                                 | Contient un (des) sample(s) de                                                             | Durée |
| --- | --------------------------------------------------------------------- | ------------------------------------------------------------------------------------------ | ----- |
| 1.  | Introspective (Produit par Emile)                                     | Put Out My Fire de Lamont Dozier                                                           | 2:00  |
| 2.  | Verbal Graffiti (Produit par Hangmen 3)                               | Hitsuku... Where Is the Real Japan? d'Osamu Kitajima                                       | 2:46  |
| 3.  | Live Ya Life (Produit par J. Waxx Garfield)                           | Thank You (For This Blessing) de Billy Paul                                                | 3:43  |
| 4.  | Ain't Gone Change                                                     |                                                                                            | 0:48  |
| 5.  | The True Meaning (Produit par D/R Period)                             | Sleepin' de Diana Ross                                                                     | 3:52  |
| 6.  | A Thin Line (Produit par Buckwild)                                    | Excursions With Complications de Bo Hansson A Week Ago de Jay-Z featuring Too $hort        | 3:59  |
| 7.  | The Legacy (Produit par The Alchemist)                                | I Fell in Love de Damon Harris                                                             | 2:47  |
| 8.  | Love In Love Out (Produit par J-Love)                                 | Medley: Ike's Rap III/Your Love Is So Doggone Good d'Isaac Hayes                           | 3:11  |
| 9.  | The Come Up (featuring Large Professor – Produit par Large Professor) | If You Love Me (Really Love Me) d'Esther Phillips You Can't Do That to Me de Walter Murphy | 2:48  |
| 10. | Built for This (Produit par J. Waxx Garfield)                         | All in Love Is Fair de Nancy Wilson                                                        | 2:49  |
| 11. | Soul Food (Produit par J. Waxx Garfield)                              | The Windmills of Your Mind de Petula Clark                                                 | 2:37  |
| 12. | Take These Jewels (Produit par Hi-Tek)                                | Just an Illusion d'Imagination                                                             | 2:15  |
| 13. | Endangered Species (Produit par J-Love)                               | Ain't No Sunshine de Tom Jones                                                             | 2:56  |
| 14. | Therapy (Produit par Hot Day)                                         | Stronger Than Before de Chaka Khan As the Rhyme Goes On d'Eric B. & Rakim                  | 3:11  |